# Nurhachius
Nurhachius — рід птерозаврів родини Istiodactylidae, що існував у ранній крейді (120 млн років тому). Викопні рештки Nurhachius знайдено у відкладеннях формації Цзюфотан поблизу міста Чаоян провінції Ляонін на сході Китаю.

## Етимологія
Рід Nurhachius названий на честь Нурхаці — імператора династії Пізня Цзінь. Типовий вид N. ignaciobritoi вшановує бразильського палеонтолога Ігнасіу Ауреліану Мачаду Бріту, піонера з вивчення птерозаврів Бразилії. Інший вид N. luei вшановує китайського палеонтолога Лю Дзуньчана, який помер напередодні описання таксона.

## Скам'янілості

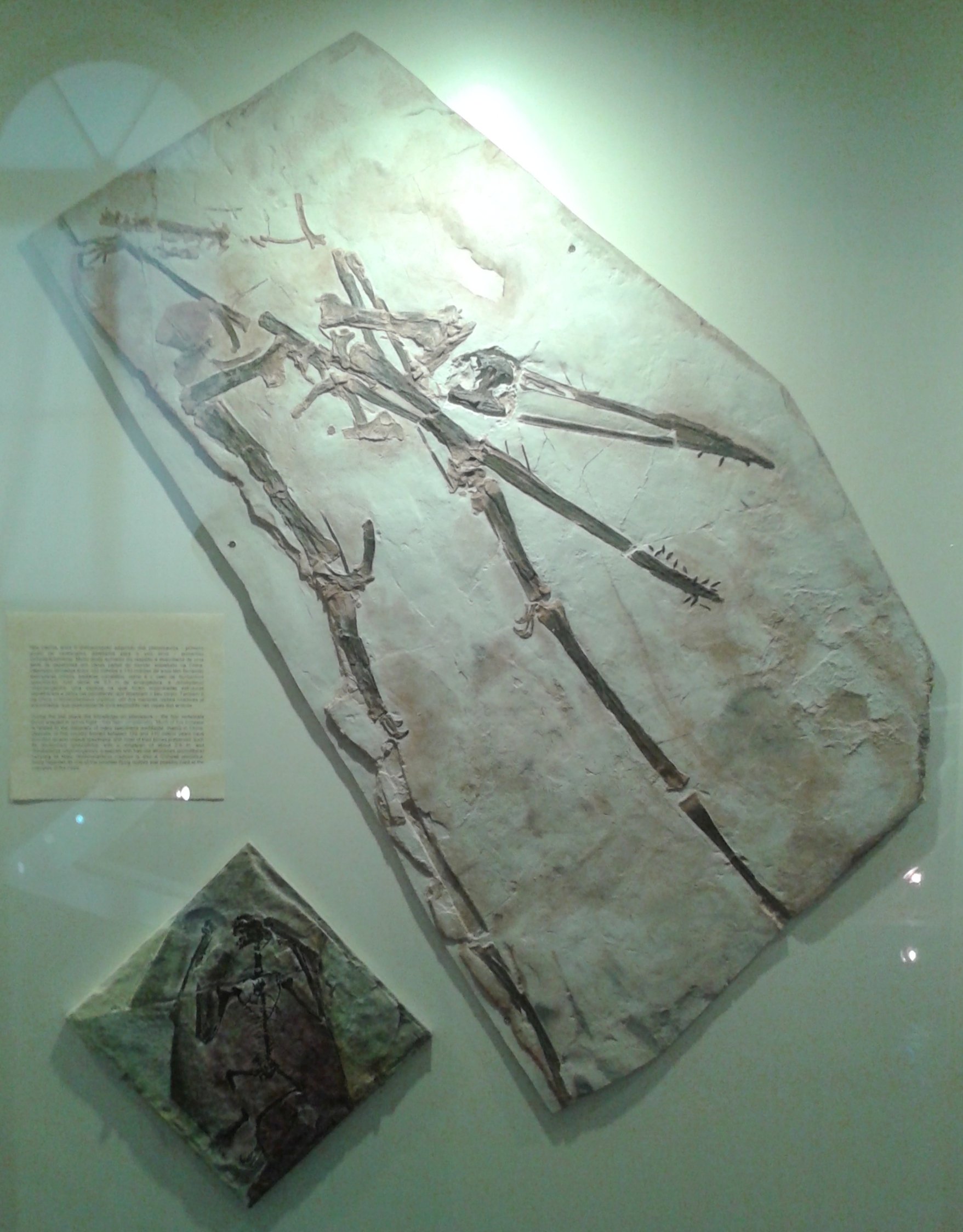
Голотип

Вид Nurhachius ignaciobritoi описаний у 2005 році на основі добре збереженого скелета та часткового черепа Також було знайдено рештки нижньої щелепи та семи шийних хребців, які у 2019 році описали як новий вид Nurhachius luei.

## Опис
Розмах крил сягав 2,2—2,5 м. За оцінками, вага птерозавра складала приблизно 4 кг. Унікальною властивістю роду: передній кінчик піднебіння трохи повернутий вгору. Череп завдовжки 33 см. Зуби розташовані на передньому краї щелеп, загнуті до заду та мають три корені. У верхніх щелепах було 28 зубів, а на нижній щелепі — 26.